# Lumiar
Lumiar è una freguesia del Portogallo e un quartiere della città di Lisbona.

## Monumenti e luoghi d'interesse
- Stadio José Alvalade
- Museu Nacional do Traje
- Parque do Monteiro-Mor
- Villa Sousa, Prémio Valmor nel 1912, progettata da Manuel Joaquim Norte Júnior